# Bulis d'Esparta
Bulis (en llatí Bulis, en grec antic Βοῠλις) fou un espartà de la noblesa, que es va oferir voluntàriament, junt amb un altre noble, Espèrties, per anar a la cort de Xerxes I de Pèrsia per rebre el càstig que reclamava l'heroi Talitíbios enfurismat perquè els espartans havien matat els heralds que Darios el Gran havia enviat a Esparta. A la seva arribada a Susa va ser alliberat per Xerxes sense cap càstig. Els seus noms estan escrits de manera diferent pels autors que en parlen, Heròdot, Plutarc, Llucià de Samòsata i Estobeu, entre d'altres.